# Flap

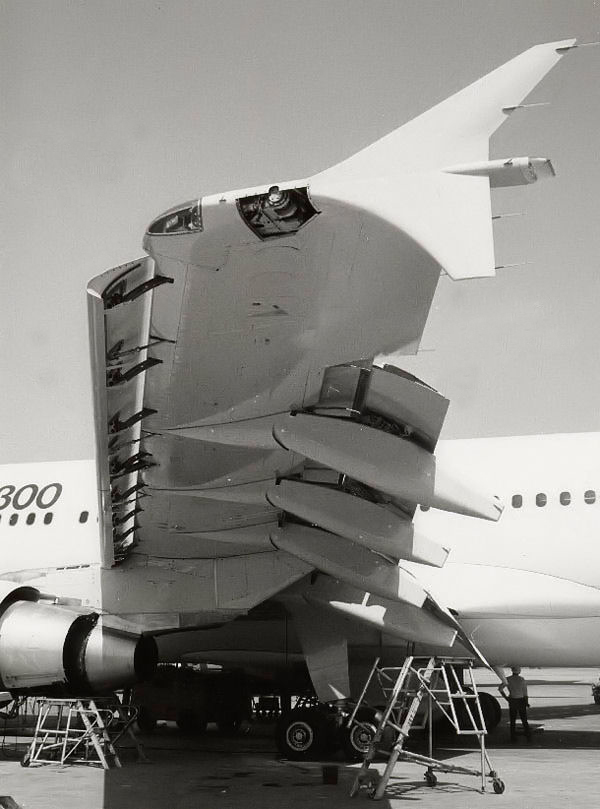
Posició dels flaps del caire de sortida en un avió comercial típic (en aquest cas, un Airbus A310). En aquesta imatge, els flaps estan estesos. Cal destacar igualment les aletes del caire d'atac esteses.

Els flaps són un tipus de dispositiu hipersustentador que es fa servir per augmentar la sustentació que proporcionen les ales d'una aeronau a una determinada velocitat aerodinàmica. Els flaps solen estar instal·lats al caire de sortida de les ales d'una aeronau d'ales fixes. Els flaps es fan servir per obtenir més sustentació en l'enlairament. Els flaps també poden augmentar l'arrossegament durant el vol i, per tant, es retrauen quan no s'estan utilitzant.
L'extensió dels flaps de les ales n'augmenta la curvatura i el coeficient de sustentació (la sustentació màxima que pot generar una ala). Això permet que l'aeronau generi la sustentació necessària a una velocitat més baixa en reduir la velocitat d'entrada en pèrdua de l'aeronau i, per tant, la velocitat més baixa a la qual l'aeronau pot volar de manera segura. L'augment de la curvatura també fa que les ales generin un major arrossegament, cosa que pot resultar útil durant l'aproximació i l'aterratge perquè alenteix l'aeronau. En algunes configuracions d'aeronaus, un dels efectes secundaris útils de desplegar els flaps és la reducció de l'angle de capcineig de l'aeronau, que abaixa el morro i, per tant, ofereix al pilot una millor vista de la pista d'aterratge per sobre del morro durant l'aterratge. Tanmateix, en altres configuracions, segons el tipus de flap i la ubicació de les ales, els flaps poden alçar el morro (encabritament) i obstruir la vista de la pista del pilot.
Hi ha molts tipus diferents de flaps. L'elecció depèn de la mida, la velocitat i la complexitat de l'aeronau en la qual es fan servir, així com el període en el qual es dissenyà l'aeronau. Els flaps senzills, els flaps de ranures i els flaps de Fowler són els més habituals. Els flaps de Krueger es troben al caire d'atac de les ales i es fan servir en moltes aeronaus de reacció.
Els flaps de Fowler, Fairey-Youngman i Gouge augmenten la superfície alar a més de canviar-ne la curvatura. Aquesta major superfície sustentadora redueix la càrrega alar i, per tant, redueix encara més la velocitat d'entrada en pèrdua.
Alguns flaps s'instal·len a altres llocs. Els flaps del caire d'atac formen el caire d'atac de les ales i, quan es despleguen, giren cap avall per augmentar la curvatura alar. L'avió de curses de Havilland DH.88 Comet tenia flaps a sota del fuselatge i davant del caire de sortida de les ales. Molts biplans Waco Custom Cabin tenen els flaps a mitja corda, a la part inferior de l'ala superior.